# Alberto Testa (paroliere)
Alberto Testa (Santos, 11 aprile 1927 – Velletri, 19 ottobre 2009) è stato un paroliere, autore televisivo, cantante, compositore e discografico italiano.
Alberto Testa è stato uno dei più importanti parolieri italiani, autore dei testi di circa millecinquecento canzoni, fra cui molti evergreen della musica leggera, come Quando quando quando, su musica di Tony Renis (che l'ha resa un successo mondiale), Un anno d'amore in collaborazione con Mogol (cover di una canzone di Nino Ferrer) per Mina, Innamorati a Milano e Io ti darò di più su musiche di Memo Remigi (la seconda portata al successo da Ornella Vanoni ed Orietta Berti), Grande grande grande, ancora su musica di Tony Renis (portata al successo da Mina e nella versione inglese da Shirley Bassey). Massimo Gramellini ha definito Alberto Testa « il poeta della triplice ripetizione».

## Biografia

### Gli esordi
Nasce in Brasile da genitori italiani (il padre è bergamasco), torna in patria nel 1932 fermandosi presso la nonna paterna, a Varazze; nel 1934 raggiunge i genitori a Milano. Verso i 15 anni inizia a partecipare a vari spettacoli studenteschi; con lo scoppio della guerra, però, si arruola come paracadutista e viene preso prigioniero e deportato in Texas, dove si esibisce in spettacoli per i prigionieri.
Tornato in Italia nel 1946, si diploma in ragioneria e inizia a lavorare come rappresentante di commercio insieme al padre e al fratello maggiore Enrico; nello stesso periodo inizia a proporsi come cantante, ma i tentativi non suscitano l'attenzione dell'ambiente discografico. Riesce invece a inserirsi nell'ambiente delle edizioni musicali come autore di testi.
Firma un contratto con le Edizioni musicali Settenote (di proprietà del musicista Dino Olivieri), e la prima canzone scritta da Testa che viene pubblicata risale al 1952: si tratta di Valentino, portata al successo dal Quartetto Radar (che esegue in numerose trasmissioni radiofoniche ma senza mai inciderla), su musica del direttore d'orchestra bolognese Mario Bertolazzi; per questo brano Testa usa uno pseudonimo, Santos (dalla sua città natale), che viene però rifiutato dalla Siae, per cui da lì in avanti decide di firmare le canzoni con il suo vero nome.
Collabora con alcuni dei musicisti più noti del periodo: da Carlo Alberto Rossi a Pino Calvi, dal già citato Bertolazzi a Gigi Cichellero, da Franco Pisano a Guido Viezzoli. Presto molte sue canzoni partecipano con successo al Festival di Sanremo: Il cantico del cielo per Tonina Torrielli nel 1956, Un sogno di cristallo per Carla Boni e Jula de Palma l'anno successivo, Io sono te per Carla Boni e Cristina Jorio e Tu sei del mio paese per Gino Latilla e Natalino Otto (entrambe nel 1958), ma anche al di fuori del festival i suoi testi ottengono un notevole successo: basta ricordare, ad esempio, Al chiar di luna porto fortuna per Fred Buscaglione, Joe Sentieri e il Quartetto Cetra.
È proprio Joe Sentieri ad incidere (insieme a Sergio Bruni) l'anno successivo È mezzanotte, uno dei testi più noti di Testa e grande successo della decima edizione di Sanremo. Come racconta lo stesso Testa, l'autore della musica Rinaldo Cozzoli era un giovane funzionario della Manifattura Tabacchi di Lucca che aveva il pallino di scrivere canzoni: aveva partecipato a varie manifestazioni locali con buoni risultati e vittorie, ma voleva uscire dal successo regionale e perciò scrisse una lettera a Testa.
Dopo poco tempo gli mandò alcune musiche, e tra queste ce n'era una che il paroliere giudicò interessante, per cui Cozzoli si recò a Milano e i due si incontrarono alle nove di sera alla Stazione Centrale: il musicista doveva tornare a Lucca nella notte stessa e Testa gli promise di fare un testo spiritoso sulla sua musica; Cozzoli accettò e ripartì: era mezzanotte, ed è proprio È mezzanotte il titolo che il paroliere dà alla canzone.
Testa presenta la canzone a diversi editori: molti la rifiutano, ma finalmente Carlo Alberto Rossi l'ascolta e, a metà canzone, blocca l'esecuzione e dice «Questa va a Sanremo!», l'affida a Joe Sentieri, facendo fare l'arrangiamento al maestro Enzo Ceragioli, la giuria di Sanremo accetta la canzone e, per la seconda esecuzione, viene prescelto Sergio Bruni. Il brano diventa un grande successo e per Cozzoli è l'inizio di una brillante carriera come compositore (fino alla morte nel 2004).

### Alberto Testa cantante
Ai primi anni sessanta risalgono gli unici due tentativi di Testa come cantante: si tratta di due 45 giri, il primo (Vestita di rosso/Storia d'amore) pubblicato nel 1961 per la Tavola Rotonda, etichetta satellite della Dischi Ricordi, che pubblica nel 1962. Testa, non solo incide Vestita di rosso, ma ne fa uno dei primi video prodotto dalla Ricordi e dalla Ed. Leonardi che viene inserito nel circuito dei Cinebox. Il successivo, Chiaro di Luna a Paullo/Due; in entrambi i casi il riscontro di vendite è modesto per una mancata pubblicità e diffusione, e Testa continua l'attività di paroliere, che nel decennio gli darà le soddisfazioni più grandi.

### Paroliere di successo
Il decennio successivo è quello dei maggiori successi di Alberto Testa come autore di testi di canzoni: nel 1962 Quando quando quando, su musica di Tony Renis che la interpreta, diventa un successo mondiale, e l'anno successivo è un buon successo anche Uno per tutte.
Il 1964 è l'anno in cui Mina lancia una sua canzone, scritta in collaborazione con Mogol, Un anno d'amore (cover di C'est irréparable di Nino Ferrer), mentre l'anno successivo partecipa a Un disco per l'estate con I tuoi occhi verdi, cantata da Franco Tozzi, e con Quello sbagliato, cantata da Bobby Solo; su musica di Memo Remigi, Arrigo Amadesi, Giuseppe Diverio, scrive il testo de La notte dell'addio (per Iva Zanicchi), Innamorati a Milano e Io ti darò di più, la seconda portata al successo da Ornella Vanoni ed Orietta Berti e presentata al Festival di Sanremo 1966.
Il 1966 è anche l'anno di Bandiera gialla, interpretata da Gianni Pettenati, sigla dell'omonima trasmissione radiofonica e scritta in collaborazione con Nisa, e di A pizza che Giorgio Gaber e Aurelio Fierro presentano al Festival di Napoli, mentre l'anno successivo vince il Festival di Sanremo 1967 con Non pensare a me (su musica di Eros Sciorilli), interpretata da Claudio Villa e Iva Zanicchi.
Torna a collaborare con Tony Renis per altri due successi, Quando dico che ti amo e soprattutto Grande grande grande, che Mina incide nel 1971 e che nel mondo viene interpretata da artisti come Shirley Bassey, Julio Iglesias e, con il titolo I hate you then I love you (il testo inglese è di Norman Newell e Fabio Testa) da Luciano Pavarotti e Céline Dion.
Altri grandi successi dello stesso anno sono La riva bianca, la riva nera, canzone con un deciso messaggio contro la guerra interpretata da Iva Zanicchi, e Sono una donna, non sono una santa che Rosanna Fratello presenta a Canzonissima (e che nel 1974 verrà incisa anche dagli Squallor in una divertente versione cantata da Daniele Pace). Nel 1981 scrive  I Love New York, (musica di Victor Bach), sigla televisiva cantata dalla mitica Abbe Lane per il programma televisivo Te la do io l'America (condotto da Beppe Grillo).

### Produttore e discografico
All'attività di paroliere, Testa affianca negli anni sessanta quella di produttore: lavora per le etichette Meazzi (producendo Maximilian), Durium (Dori Ghezzi), Ariston Records (Ofelia), Miura (la torinese Vanna Brosio) e Carisch (Fiorella Mannoia). Diventa poi anche discografico, fondando con Flavio Carraresi la Disco TEC, etichetta distribuita dalla Dischi Ricordi, che però avrà un'attività molto breve.

### Autore televisivo

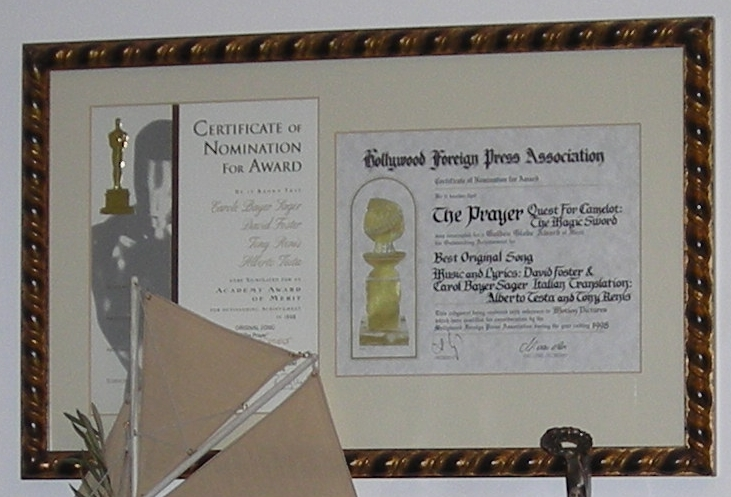
La nomination agli Oscar di Alberto Testa per la canzone "The prayer"

All'attività di paroliere si affianca, negli anni settanta, quella di autore televisivo, iniziata nel 1969: nascono quindi canzoni che sono anche sigle televisive di programmi, come Anche un uomo per Mina (su musica di Anselmo Genovese), L'aria del sabato sera cantata da Loretta Goggi o Discobambina e Cicale per Heather Parisi.
Dal 1972 al 1974 è autore per tre edizioni del programma musicale Senza rete, nel 1974-1975 di Tanto piacere, mentre nel biennio 1977-1978 è tra gli autori di Non stop, il celebre programma comico con la regia di Enzo Trapani che lancia nomi come La Smorfia (Massimo Troisi, Lello Arena e Enzo De Caro), I Gatti di Vicolo Miracoli, i Giancattivi, Enrico Beruschi, Carlo Verdone ed Ernest Thole.
Negli anni seguenti la carriera di paroliere prosegue con Andrea Bocelli per Se la gente usasse il cuore (su musica di Tony Renis e Guantini) e ancora con Bocelli, in duetto con Celine Dion, per The prayer, Golden Globe 1998 e candidata all'Oscar 1998 (Tony Renis-David Foster-Carole Bayer Sager).

## Televisione
Alberto Testa ha avuto innumerevoli incontri di lavoro con tutti i grandi artisti italiani e stranieri che hanno partecipato agli spettacoli televisivi di cui è stato coautore. Ha partecipato alla realizzazione di più di 700 puntate per programmi trasmessi dalla Rai (oltre ad una decina di puntate per Canale 5 nella fase iniziale).
Più di 1200 sono le ore di spettacolo firmate o co-firmate da Alberto Testa: quella che segue è una lista non esaustiva.
- 1969 - Ma perché perché sì
- 1971 - Per un gradino in più
- 1972 - Dedicato a Milva (con Milva, Giorgio Strehler, Gianrico Tedeschi, Franco Cerri)
- 1972-1974 - Senza rete (programma televisivo) (3 edizioni)
- 1974-1975 - Tanto piacere (condotto da Claudio Lippi – 2 Edizioni)
- 1975 - Compagnia stabile della canzone con varieté e comica finale
- 1976 - Teatrino di città e dintorni
- 1977 - A modo mio (con Gianni Nazzaro)
- 1977-1978 - Non stop (tutte le due edizioni; regia di Enzo Trapani)
- 1978 - Io e la Befana (con Sandra Mondaini e Raimondo Vianello)
- 1978 - Spettacolo senza passaporto
- 1978 - Stryx (regia di Enzo Trapani)
- 1979 - Fantastico (con Loretta Goggi, Beppe Grillo ed Heather Parisi)
- 1981 - Fantastico due (con Walter Chiari, Gigi Sabani, Claudio Cecchetto, Memo Remigi, Oriella Dorella ed Heather Parisi)
- 1981 - Te la do io l'America (condotta da Beppe Grillo)
- 1985 - Welcome Rai (Da New York)
- 1986 - Mundialissima da Città del Messico
- 1986-1987 - Domenica In (condotta da Raffaella Carrà)
- 1988 - Monterosa '84 - Si riapre il Derby
- 1989-1990 - Europa Europa (2 edizioni)
- 1991-1998 - Scommettiamo che... (Tutte le edizioni)
- 1993-1998 - Prove e provini a scommettiamo che (Tutte le edizioni)
- 1995 - Papaveri e papere
- 1996 - Mille lire al mese
- 1997-1998 - Domenica In (condotta da Fabrizio Frizzi)
- 2000-2003 - Scommettiamo che... (3 edizioni)
- 2004 - Festival di Sanremo 2004

## Radio
Alberto Testa ha ideato e condotto su Rai Radio Uno Belle da morire in 24 puntate nel 1991 (ripetute nel 1993) e (col figlio Fabio) ha scritto per Lauretta Masiero Parole in primo piano in 12 puntate nel 1992.

## Canzoni
Abbiamo indicato solo il primo interprete (tranne i casi in cui le canzoni siano state incise in contemporanea da due interpreti, come Io ti darò di più), gli autori della musica e gli eventuali collaboratori al testo.
- 1952 - Valentino per Quartetto Radar (musica di Mario Bertolazzi; canzone presentata in esecuzioni radiofoniche ma mai incisa su disco, pubblicata usando lo pseudonimo Santos)
- 1956 - Il cantico del cielo per Tonina Torrielli (musica di Carlo Alberto Rossi)
- 1957 - Amico whisky per Sergio Renda (musica di Gigi Cichellero)
- 1957 - La ragazza col montgomery per Natalino Otto e Paolo Bacilieri (musica di Gigi Cichellero)
- 1957 - Un sogno di cristallo per Carla Boni e Jula de Palma (musica di Pino Calvi)
- 1958 - Io sono te per Carla Boni e Cristina Jorio (in collaborazione con Biri e Raoul De Giusti; musica di Carlo Alberto Rossi)
- 1958 - Per un bacio d'amor per Corrado Lojacono e Tony Dallara (musica di Corrado Lojacono)
- 1958 - Tu sei del mio paese per Gino Latilla e Natalino Otto (in coll con Biri e Raoul De Giusti; musica di Carlo Alberto Rossi)
- 1958 - Sei chic per Fred Buscaglione (musica di Giorgio Bertero)
- 1958 - Al chiar di luna porto fortuna per Fred Buscaglione, Joe Sentieri e Ilia Lopez (musica di Carlo Alberto Rossi)
- 1958 - Boccuccia di rosa per Johnny Dorelli e Fred Buscaglione (musica di Gigi Cichellero)
- 1958 - Brivido blu per Tony Dallara (musica di Pino Spotti)
- 1959 - Tu sei qui per Achille Togliani e Arturo Testa (musica di Silvano Birga)
- 1959 - Rose per Fausto Cigliano (musica di Henri Salvador)
- 1959 - Per tutta la vita per Wilma De Angelis e Jula de Palma (musica di Pino Spotti)
- 1959 - Carina per Corrado Lojacono e Fred Buscaglione (musica di Corrado Lojacono e R. Poes)
- 1959 - Tanto da morire per Bruna Lelli (musica di Franco Pisano)
- 1959 - Un bacio sulla bocca per Claudio Villa e Betty Curtis (musica di Gigi Cichellero)
- 1959 - Idaho per Adriano Celentano (musica di Monegasco)
- 1959 - La luna è un'altra luna per Gino Latilla e Natalino Otto (in coll con Biri e Raoul De Giusti; musica di Carlo Alberto Rossi)
- 1960 - Quando vien la sera per Wilma De Angelis e Joe Sentieri (musica di Carlo Alberto Rossi)
- 1960 - È mezzanotte per Sergio Bruni e Joe Sentieri (musica di Rinaldo Cozzoli)
- 1960 - Gridare di gioia per Germana Caroli e Arturo Testa (musica di Fanciulli)
- 1960 - Storia fermati per Caterina Valente e Marisa Brando (musica di Gigi Cichellero)
- 1960 - Alì Babà...ciami per Wilma De Angelis (musica di Gorni Kramer)
- 1961 - E poi per Ugo Calise (musica di Ugo Calise)
- 1961 - Libellule per Joe Sentieri (musica di Guido Viezzoli)
- 1961 - Quelli che si divertono per Alberto Bruno (musica di Elide Suligoj e Mansueto De Ponti)
- 1961 - Il tempo per Alberto Bruno (musica di Tony De Vita)
- 1961 - Cara cara per Joe Sentieri (musica di Rinaldo Cozzoli)
- 1961 - Archimede Pitagorico per Pino Donaggio (musica di Pino Donaggio)
- 1962 - Quando quando quando per Tony Renis e Pierfilippi (musica di Tony Renis)
- 1962 - Renato per Mina (musica di Alberto Cortez)
- 1962 - Vola, vola da me per Mina (musica di Vittorio Buffoli)
- 1962 - Uno che sa per Pier Chini (musica di Gorni Kramer)
- 1963 - Uno per tutte per Tony Renis ed Emilio Pericoli (in collaborazione con Mogol; musica di Tony Renis)
- 1963 - Le ciliegie per Tony Renis (in collaborazione con Mogol; musica di Tony Renis ed Elvio Favilla)
- 1964 - La luna a fiori per Neil Sedaka (musica di Carlo Pes)
- 1964 - Se tu volessi per Paola Bertoni (musica di Arrigo Amadesi)
- 1964 - Tanto carina per The Ravers (musica di Henry Glover)
- 1964 - Un buco nella sabbia per Mina (musica di Piero Soffici)
- 1964 - Un anno d'amore per Mina (in collaborazione con Mogol; musica di Nino Ferrer)
- 1964 - Comme per Giordano Colombo e Margherita (in collaborazione con Enzo Bonagura; musica di Flavio Carraresi)
- 1964 - C'è qualcosa che non va per Mara Pacini (in collaborazione con Montano; musica di Radcliffe e Schroeder)
- 1965 - Era vivere per Mina (musica di Augusto e Bruno Martelli)
- 1965 - I tuoi occhi verdi per Franco Tozzi (musica di Eros Sciorilli)
- 1965 - Tu che sei lassù per Loredana Bufalieri (in collaborazione con Mogol; musica di Tony Renis)
- 1965 - Non ti scusare per Don Miko (musica di Gianni Guarnieri)
- 1965 - Un giorno capirai per Bruna Lelli (musica di Rinaldo Cozzoli)
- 1965 - Quello sbagliato per Bobby Solo (musica di Flavio Carraresi)
- 1965 - Ave Maria di periferia per Betty Curtis (musica di Gene Colonnello)
- 1966 - Mai mai mai Valentina per Giorgio Gaber e Pat Boone (musica di Gene Colonnello)
- 1966 - Io ti darò di più per Orietta Berti e Ornella Vanoni (musica di Memo Remigi)
- 1966 - La notte dell'addio per Iva Zanicchi e Vic Dana (musica di Arrigo Amadesi, Giuseppe Diverio e Memo Remigi)
- 1966 - A pizza per Aurelio Fierro e Giorgio Gaber (in collaborazione con Nisa; musica di Bruno Martelli)
- 1966 - Bandiera gialla per Gianni Pettenati (in collaborazione con Nisa; musica di Artie Kornfeld e Steve Duboff)
- 1966 - I parapioggia di Cherbourg per Nana Mouskouri (in collaborazione con Vito Pallavicini; musica di Michel Legrand)
- 1966 - Baluba shake per Brunetta (musica di Gorni Kramer)
- 1966 - Tu cammini per i Mat 65 (musica di Flavio Carraresi)
- 1966 - Il secondo giorno per Brunetta (musica di Augusto e Bruno Martelli)
- 1967 - Scelgo te per Achille Togliani (in collaborazione con Pinchi; musica di Arrigo Amadesi e Pizzocchera)
- 1967 - Non pensare a me per Claudio Villa e Iva Zanicchi (musica di Eros Sciorilli)
- 1967 - Dedicato all'amore per Peppino Di Capri e Dionne Warwick (musica di Daniele Pace e Dunnio)
- 1967 - Ciao ciao Maiorca per Giorgio Gaber (musica di Gene Colonnello)
- 1967 - La bestia nera per i Mat 65 (musica di Flavio Carraresi)
- 1967 - Io suono per i Mat 65 (musica di Flavio Carraresi)
- 1967 - Farò come te per Barbara Lory (musica di Arrigo Amadesi e Renato Martini)
- 1967 - Dove vai? per Brunetta (musica di Lee Hazlewood)
- 1968 - Tristezza (per favore va' via) per Ornella Vanoni (musica di Haroldo Lobo e Niltinho)
- 1969 - Gente qua, gente là per Fiorella Mannoia (musica di Bruno De Filippi)
- 1969 - Una famiglia per Memo Remigi e Isabella Iannetti(musica di Memo Remigi)
- 1970 - Canzone blu per Tony Renis (in collaborazione con Mogol; musica di Tony Renis)
- 1970 - Occhi neri occhi neri per Mal (musica di Umberto Balsamo)
- 1970 - Rosso il tramonto per Mariolino Barberis (in coll con Francesco Langella; musica di Mariolino Barberis e Venturia)
- 1971 - Occhi bianchi e neri per Mau Cristiani (in collaborazione con Miki Del Prete; musica di Eros Sciorilli)
- 1971 - Grande grande grande per Mina (musica di Tony Renis)
- 1971 - La riva bianca, la riva nera per Iva Zanicchi (musica di Eros Sciorilli)
- 1971 - Un giorno blu per Maximilian (musica di Alberto Testa in collaborazione con Pasquale De Simone)
- 1971 - È così dolce per Maximilian (in collaborazione con Francesco Langella; musica di Pasquale De Simone)
- 1971 - Sono una donna, non sono una santa per Rosanna Fratello (musica di Eros Sciorilli)
- 1971 - Capri, Capri per Fred Bongusto (musica di Fred Bongusto)
- 1971 - Amore romantico per Donatella Moretti (musica di Memo Remigi e Tony De Vita)
- 1972 - A modo mio per Patty Pravo (in collaborazione con Andrea Lo Vecchio; musica di Claude François e Jacques Revaux)
- 1972 - Non so perché mi sto innamorando (J'ai le mal de toi) per Patty Pravo (musica di Jacques Dieval)
- 1972 - Nonostante lei per Iva Zanicchi (in collaborazione con Mogol; musica di Tony Renis)
- 1972 - Un uomo tra la folla per Tony Renis, Plácido Domingo (in collaborazione con Mogol; musica di Tony Renis)
- 1972 - E la domenica lui mi porta via per Marisa Sacchetto (musica di Walter Malgoni)
- 1972 - Lontano vicino per Graziella Ciaiolo (musica di Eros Sciorilli)
- 1972 - Vorrei averti nonostante tutto per Mina (in collaborazione con Virca; musica di Danilo Vaona)
- 1972 - Stasera non si ride e non si balla per Mino Reitano (musica di Mino Reitano)
- 1972 - Cuore pellegrino per Mino Reitano (musica di Franco e Mino Reitano)
- 1973 - Ho paura ma non importa per Marisa Sacchetto (in collaborazione con Virca; musica di Walter Malgoni)
- 1973 - Tre settimane da raccontare per Fred Bongusto (musica di Walter Malgoni)
- 1973 - Fa' qualcosa per Mina (musica di Walter Malgoni)
- 1974 - Il primo che passa per Nancy Cuomo (musica di Eros Sciorilli)
- 1975 - Che bella idea per Fred Bongusto (musica di Walter Malgoni)
- 1975 - Il coraggio di dire ti amo per Plácido Domingo (musica di Tony Renis)
- 1976 - Amica melodia per Al Barbero e le 5 ragazze 5 (in collaborazione con Francesco Melchiorre; musica di Aurelio Corazza)
- 1978 - Akiri non stop per Nancy Nova (musica di Tony De Vita e Gibson)
- 1979 - L'aria del sabato sera per Loretta Goggi (in collaborazione con Giorgio Calabrese; musica di Tony De Vita e Totò Savio)
- 1986 - Curiosità per Raffaella Carrà (musica di Danilo Vaona)
- 1996 - Volami nel cuore per Mina (musica di Walter Malgoni e Manrico Mologni)

## Palmarès canzoni
- Festival di Sanremo - DUE vittorie:
  - 1963: Uno per tutte (in collaborazione con Mogol; musica di Tony Renis), interpretata da Tony Renis e Emilio Pericoli
  - 1967: Non pensare a me (musica di Eros Sciorilli), interpretata da Claudio Villa e Iva Zanicchi (+ numerosi piazzamenti)
- Festival di Napoli - UN 2º posto:
  - 1967: ‘A pizza (in collaborazione con Nisa; musica di Bruno Martelli), interpretata da Aurelio Fierro e Giorgio Gaber (più alcuni piazzamenti)
- Un disco per l'estate - UN 2º posto:
  - 1965: I tuoi occhi verdi (musica di Eros Sciorilli), interpretata da Franco Tozzi (più alcuni piazzamenti)
- Zecchino d'Oro:
  - QUATTRO volte vincitore dello Zecchino d'Oro:
    - 1983 Oh che bella balla
    - 1986 Parla tu che parlo io
    - 1990 E nelle onde che baraonde
    - 1998 La terraluna, (col figlio FABIO).

  - QUATTRO volte vincitore dello Zecchino d'argento
    - 1987 Mille voci una voce
    - 1995 Amico nemico, (col figlio FABIO)
    - 1996 Casa mia
    - 1997 Sottosopra(col figlio FABIO)

  - Vincitore Miglior testo
    - 1966 Il dito in bocca.

## Discografia

### Singoli
- 1961 - Vestita di rosso/Storia d'amore (Tavola Rotonda, T 70010)
- 1962 - Chiaro di luna a Paullo/Due (Dischi Ricordi SRL 10.262)

## Pubblicazioni
- Alberto Testa, Il mestiere dell'autore, Strumenti&Musica, Periodico degli strumenti musicali & musica, nº2, febbraio 2008, pp. 38–39.
- Alberto Testa, Il mestiere dell'autore -2, Strumenti&Musica, Periodico degli strumenti musicali & musica, nº3, luglio 2008, pp. 40–41.
- Alberto Testa, Il mestiere dell'autore -3, Strumenti&Musica, Periodico degli strumenti musicali & musica, nº4, ottobre 2008, pp. 54–53.
- Alberto Testa, Il mestiere dell'autore -4, Strumenti&Musica, Periodico degli strumenti musicali e musica nº5, dicembre 2008, p. 59.